# Eubarybas asper
Eubarybas asper är en skalbaggsart som beskrevs av Gutierrez 1952. Eubarybas asper ingår i släktet Eubarybas och familjen Melolonthidae. Inga underarter finns listade i Catalogue of Life.